# Krita
Krita este un software gratuit și un editor de grafică raster open source, conceput în primul rând pentru pictura și animația digitală. Dispune de un UI minimalist, pânză (canvas) cu accelerare OpenGL de înaltă calitate, suport pentru gestionarea culorilor, motor (engine) cu pensule avansate, straturi și măști non-distructive, gestionarea straturilor bazate pe grupuri, suport de artă vectorială și profile personalizabile comutate. Se execută pe Linux, Microsoft Windows și MacOS.
Numele „Krita” are referințe spre mai multe culturi. În suedeză, krita înseamnă „creion”, iar rita înseamnă „desenez”. În vechiul epic indian Mahabharata, numele „krita” este folosit într-un context în care poate fi tradus ca „perfect”.